# 支石站
支石站（：／ Jiseok yeok */?）是龍仁輕軌沿線的一座高架車站，位於韓國京畿道龍仁市器興區上下洞。

## 車站結構
站體為2面2線側式月台的高架車站，候車月台設有月台幕門，並有4處出口。

### 月台配置
| 江南大學 ↑ |
| \| 上      |
| ↓ 御停     |

| 月台 | 路線        | 目的地            |
| ---- | ----------- | ----------------- |
| 上行 | ●龙仁轻电铁 | 器興方向          |
| 下行 | ●龙仁轻电铁 | 前垈·愛寶樂園方向 |

## 歷史
- 2013年4月26日：落成啟用。

## 車站周邊
- 江南公園
- 上下洞行政福利中心
- 支石初等學校
- 葛谷初等學校

## 圖片

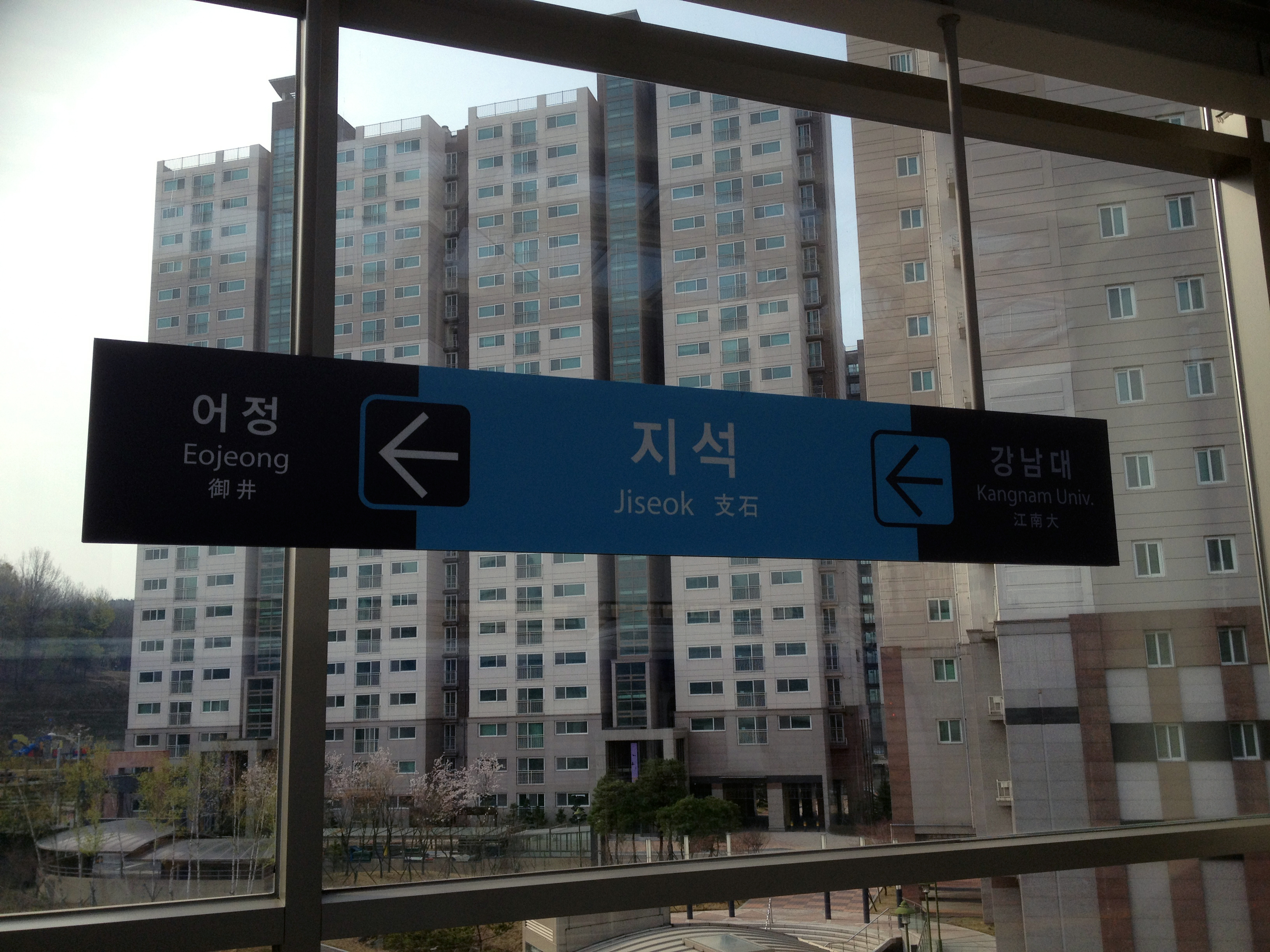
站名牌
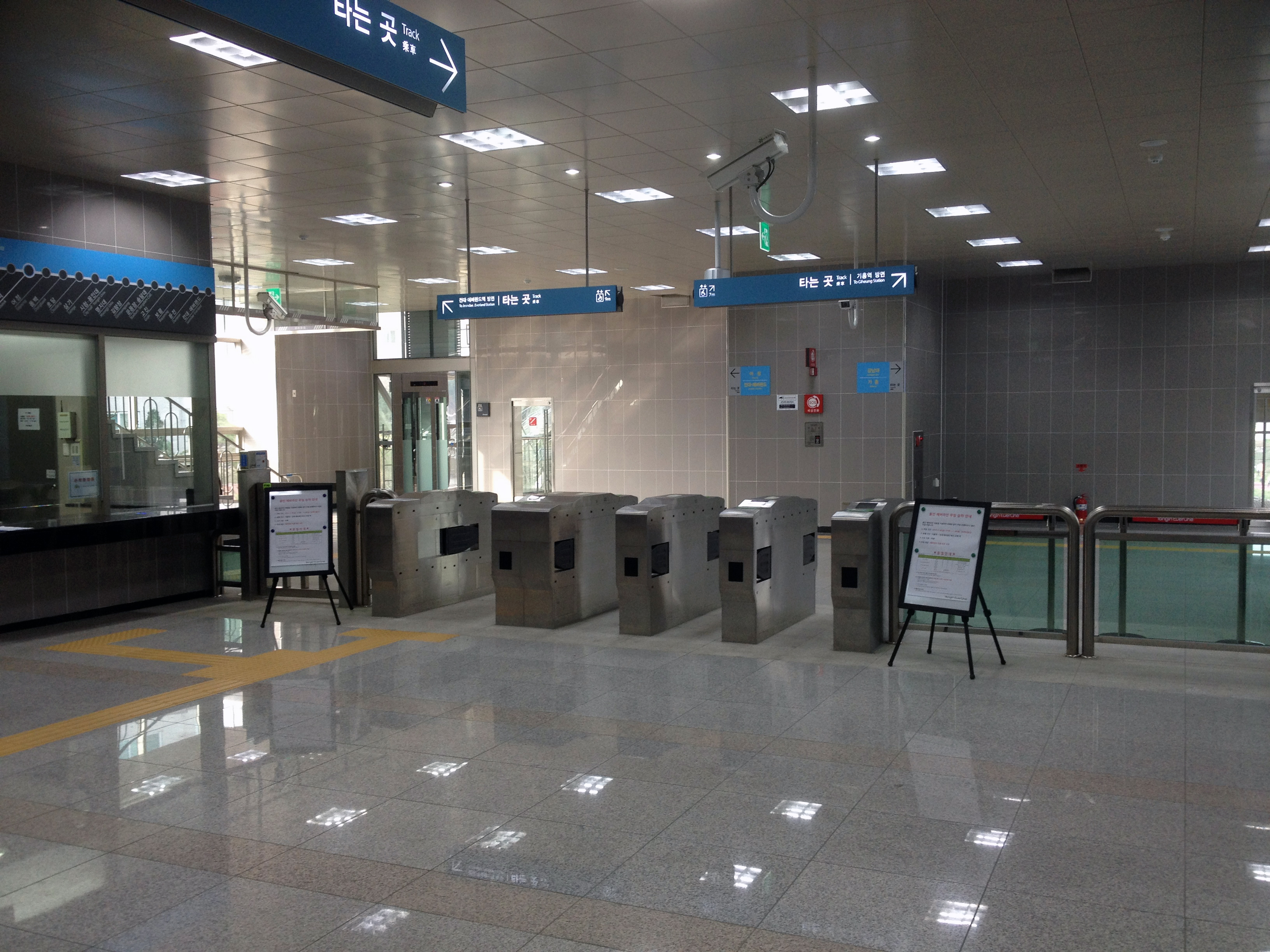
剪票閘口
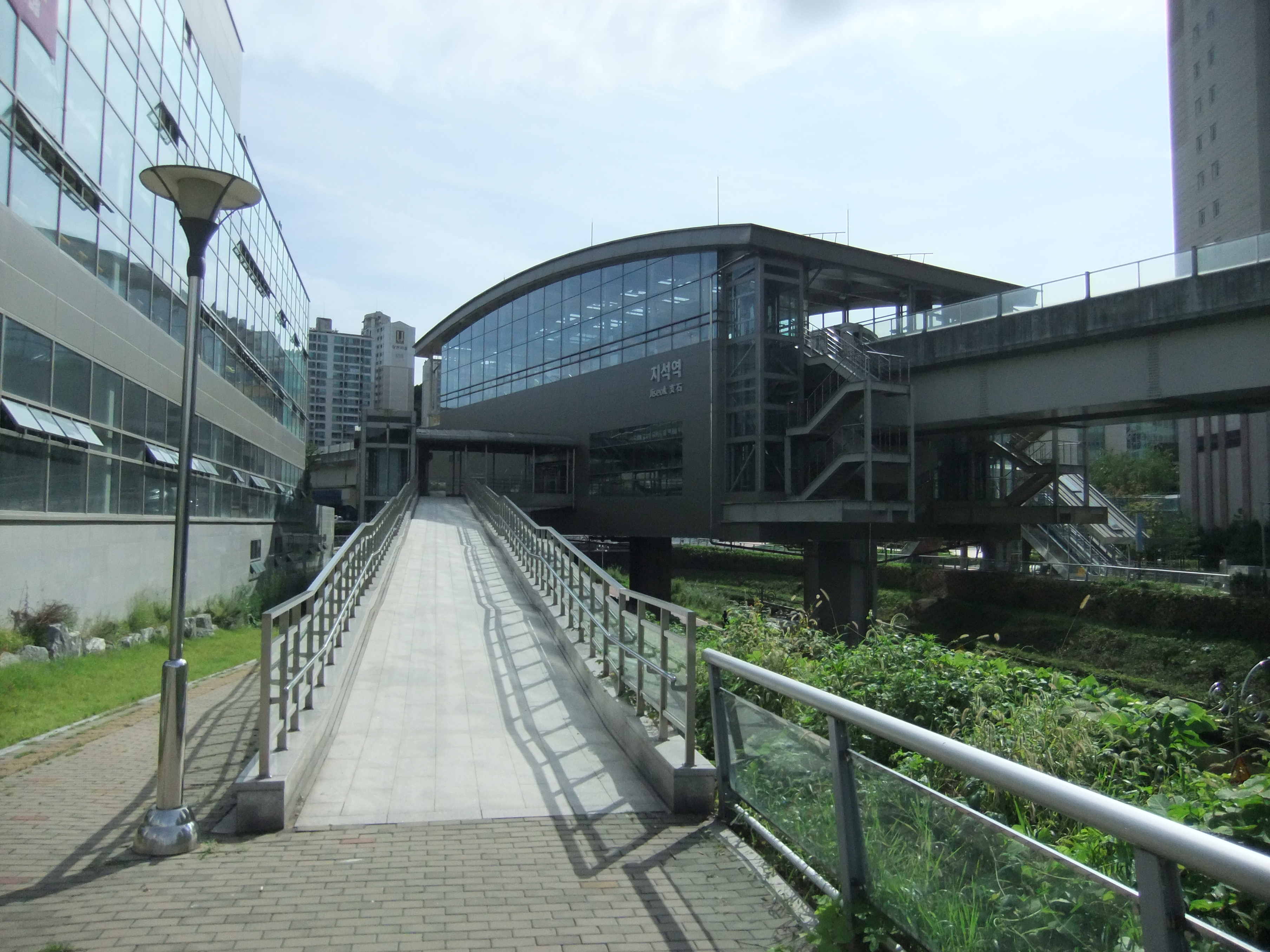
車站建築
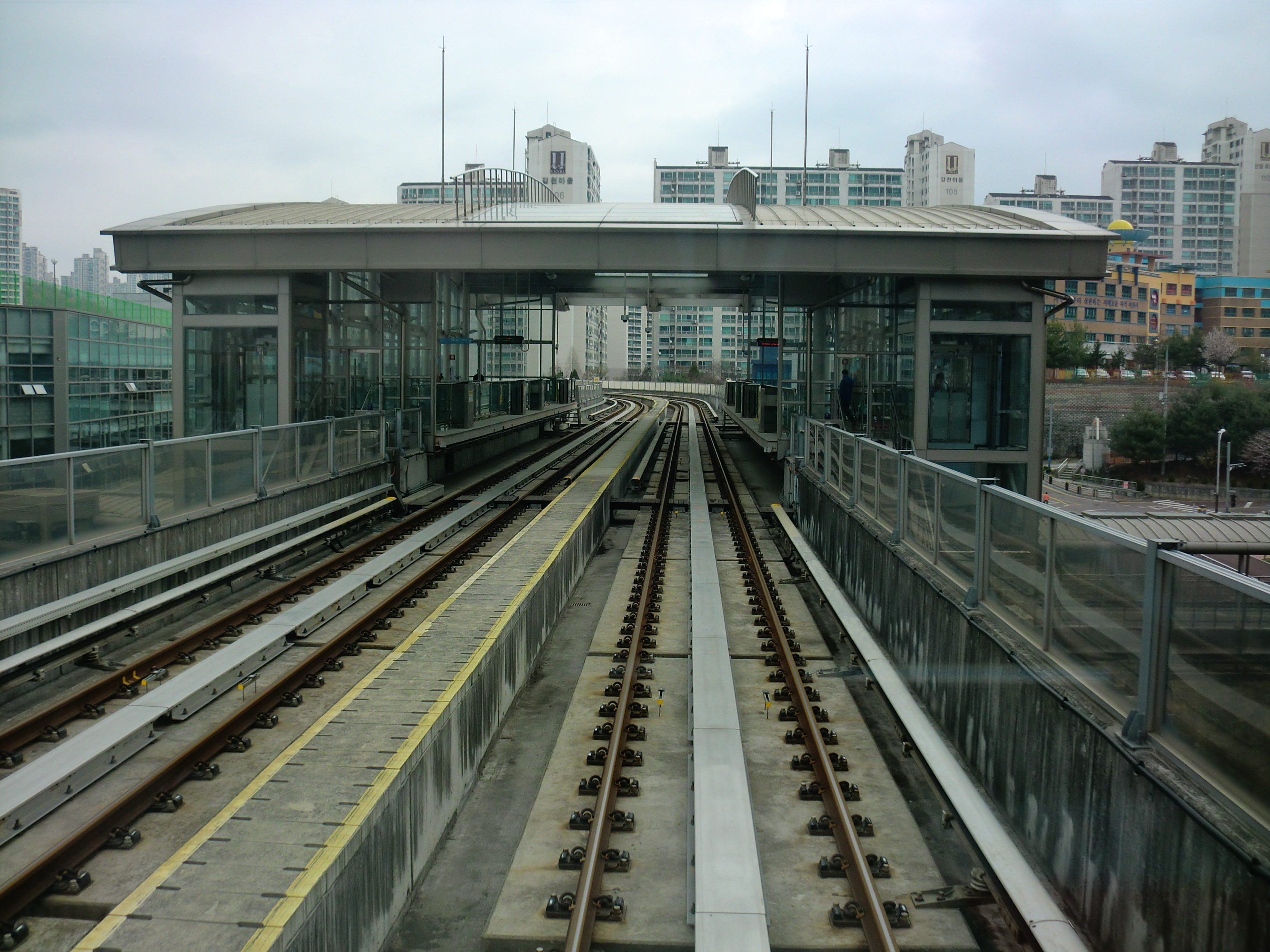
軌道與站體

## 相鄰車站
龍仁輕量電鐵
●龙仁轻电铁
江南大學（Y111）－支石（Y112）－御停（Y113）